# Charles Rolls
Charles Stewart Rolls (27 de agosto de 1877 - 12 de julio de 1910) de origen galés y nacido en Inglaterra, fue un pionero del automovilismo y de la aviación. Junto con Henry Royce cofundó la firma de fabricación de automóviles Rolls-Royce. Fue el primer británico que murió en un accidente aeronáutico con un avión motorizado, cuando la cola de su Wright Flyer se desprendió durante una exhibición de vuelo en el distrito de Southbourne en Bournemouth. Tenía 32 años.

## Primeros años

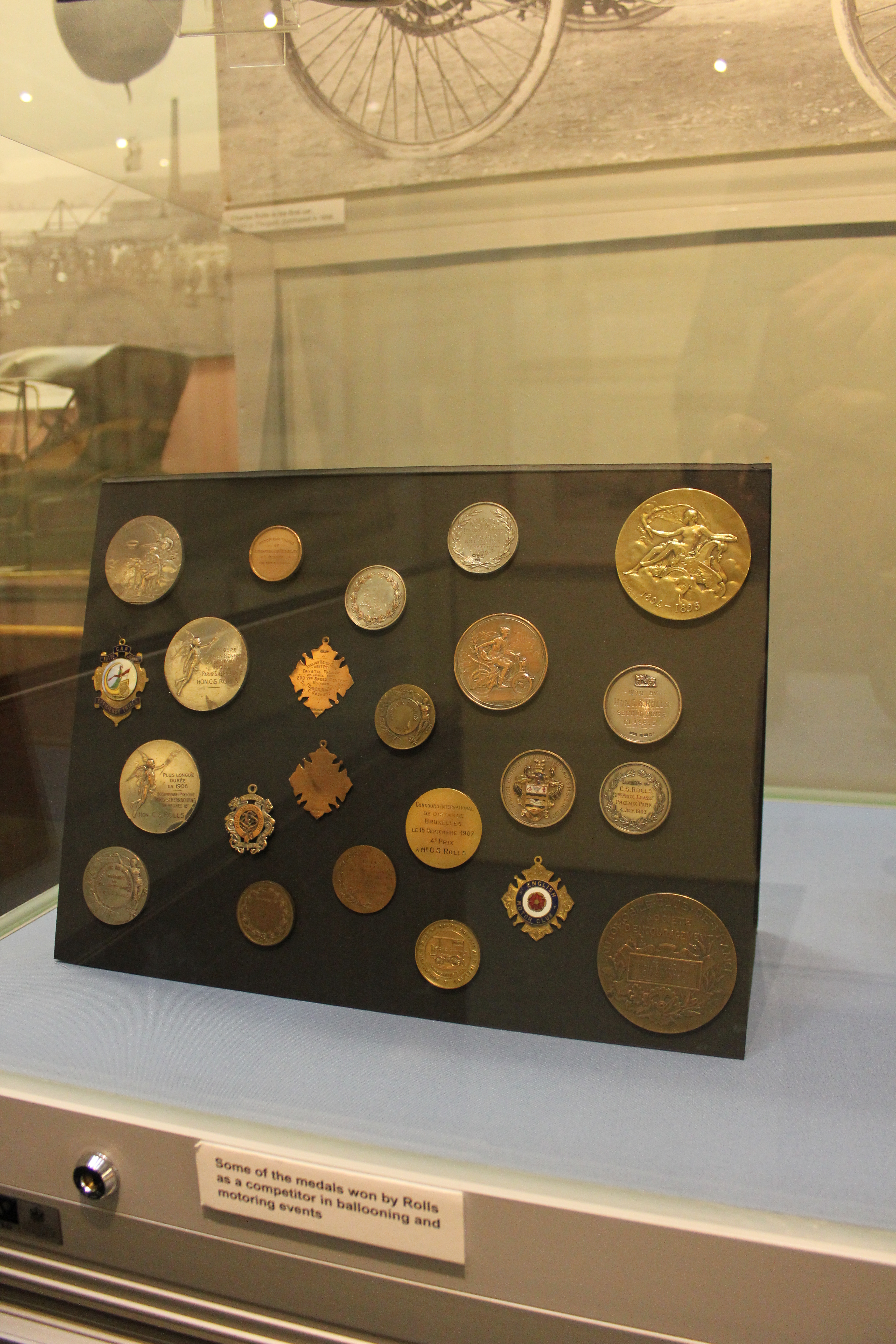
Medallas como piloto automovilístico ganadas por Rolls, en el Museo Monmouth

Rolls nació en Berkeley Square, Londres, tercer hijo de John Rolls (1.er Baron Llangattock) y de Lady Llangattock. A pesar de su nacimiento en Londres, mantuvo una fuerte relación familiar con su casa ancestral de The Hendre situada cerca de Monmouth, Gales. Después de asistir a la escuela primaria Mortimer Vicarage en Berkshire, fue educado en el Eton College, donde su creciente interés por los motores le valió el apodo de "dirty Rolls" (Rolls el sucio).
En 1894 asistió a una escuela preparatoria privada en Cambridge para ingresar en el Trinity College (Cambridge), donde estudió ciencia mecánica y aplicada. En 1896, a la edad de 18 años, viajó a París para comprar su primer coche, un Peugeot Phaeton, haciéndose socio del Automóvil Club de Francia. Se piensa que su Peugeot fue el primer coche de Cambridge, y uno de los tres primeros coches en el País de Gales. Temprano entusiasta del automovilismo, se unió a la Asociación de Tráfico Autopropulsado que hizo campaña contra las restricciones impuestas a los vehículos de motor por la Locomotive Act, y se convirtió en miembro fundador del Automóvil Club de Gran Bretaña, fusionándose ambas asociaciones en 1897.
Rolls, un hombre alto (1,95 m de estatura), era un consumado ciclista, disputando las carreras de bicicletas de Cambridge. En 1896, ganó un Half Blue y al año siguiente se convirtió en capitán del Club de Ciclismo de la Universidad de Cambridge.
Se graduó por Cambridge en 1898 y comenzó a trabajar en el yate de vapor Santa Maria, pasando a continuación a ocupar un puesto en el London and North Western Railway en Crewe. Sin embargo, su talento estaba más en la venta y en el automovilismo pionero que en la ingeniería práctica. Así, en enero de 1903, con la ayuda de 6.600 libras proporcionada por su padre, fundó uno de los primeros concesionarios de automóviles de Gran Bretaña, C.S.Rolls & Co., con sede en Fulham, para importar y vender vehículos Peugeot franceses y Minerva belgas.

## Asociación con Royce

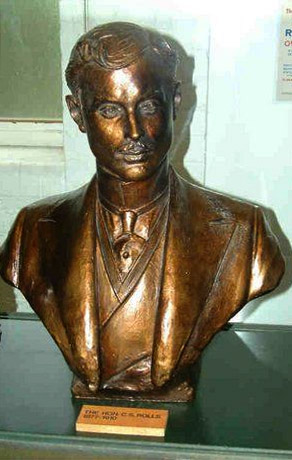
Busto de bronce en el Museo Industrial de Derby

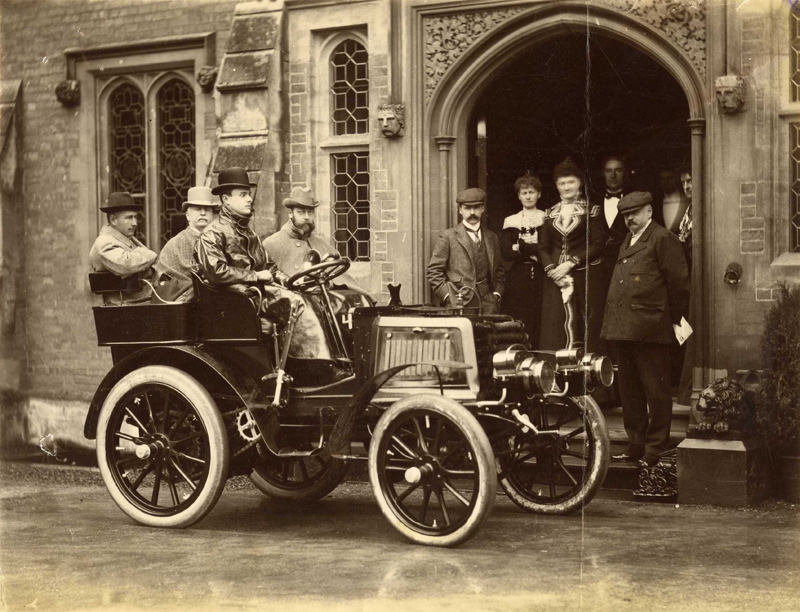
El Duque de York, Lord y Lady Llangattock, Sir Charles Cust y el Hon. C.S. Rolls en 'The Hendre', 1900

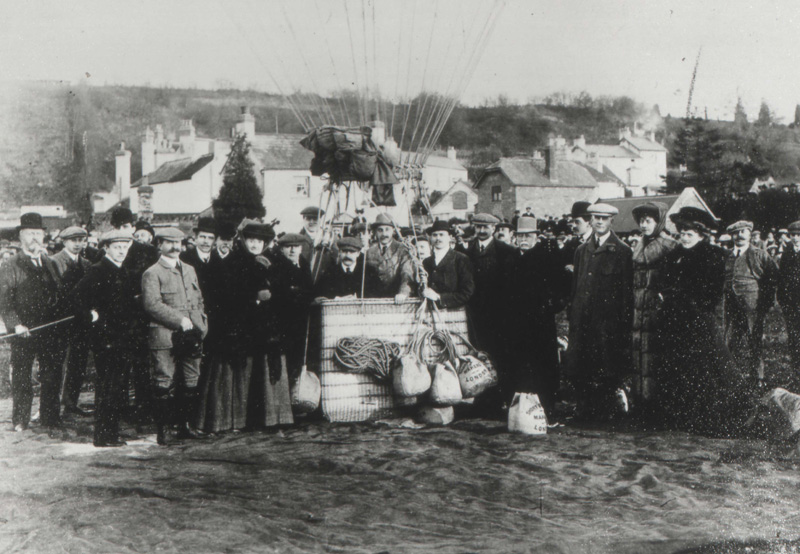
Factoría de Gas de Monmouth, 1906. Charles Rolls (en la cesta) y su globo, con Lord Llangattock (primero a la derecha de Rolls) y Lady Llangattock (izquierda).

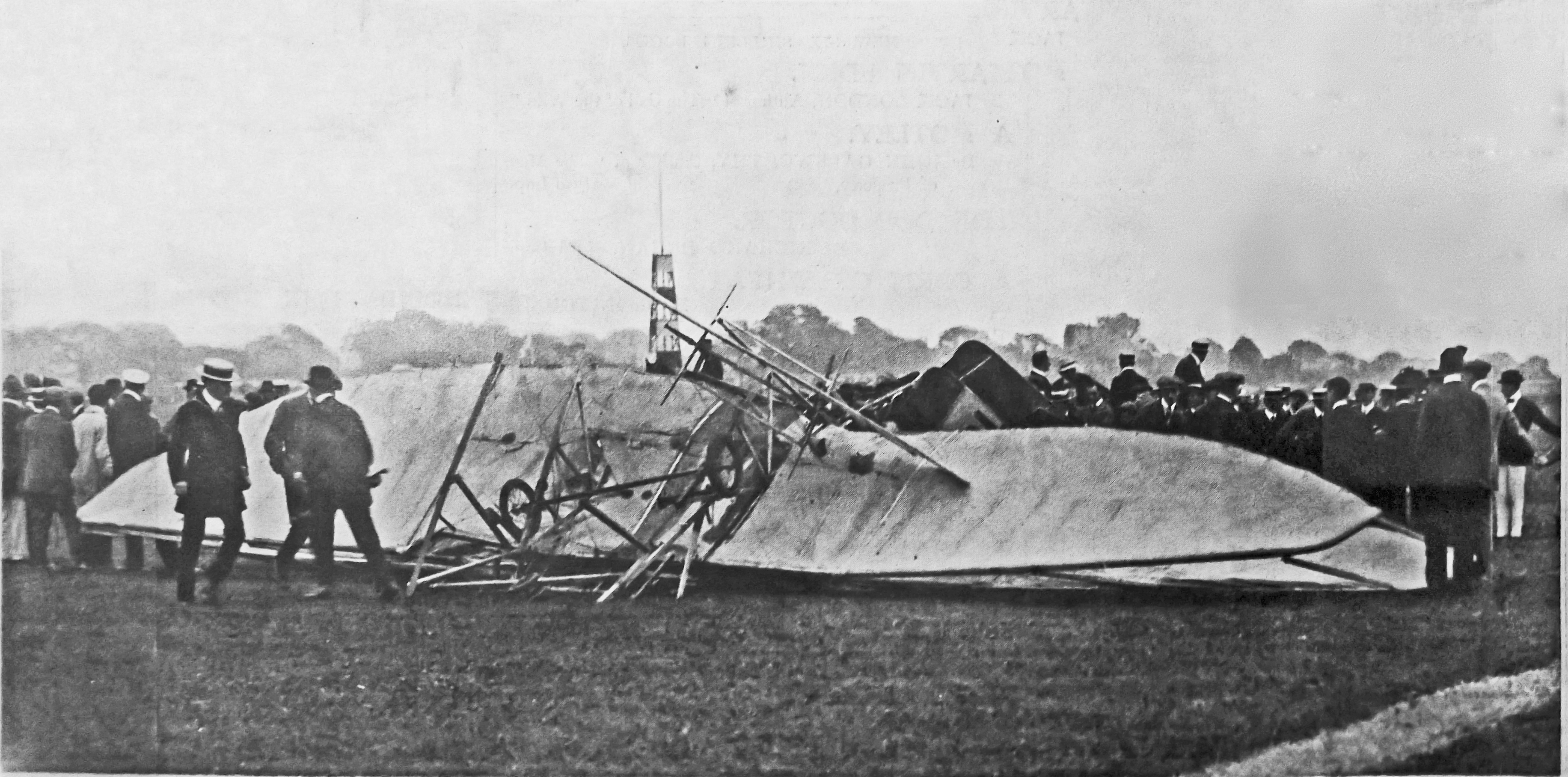
Portada del Illustrated London News, 16 de julio de 1910, mostrando una imagen de los restos del aeroplano tras el accidente que le costó la vida a Charles Rolls

Rolls fue presentado a Henry Royce en el Royal Automobile Club por su amigo Henry Edmunds, que también era director de Royce Ltd. Edmunds le mostró el coche de Royce y organizó la histórica reunión entre Rolls y Royce en el Midland Hotel, Manchester, el 4 de mayo de 1904. A pesar de su preferencia por los coches de tres o cuatro cilindros, Rolls quedó impresionado con el Royce de dos cilindros, y en un acuerdo firmado el 23 de diciembre de 1904 acordó hacerse cargo de todos los coches que Royce pudiera fabricar. Estos automóviles serían de dos, tres, cuatro y seis cilindros, y serían comercializados con la marca Rolls-Royce.
El primer coche de Rolls-Royce, el Rolls-Royce 10 hp, fue presentado en el Salón del Automóvil de París en diciembre de 1904. En los primeros anuncios fue el nombre de Rolls el que se remarcó sobre el de Royce. En 1906, Rolls y Royce formalizaron su asociación creando Rolls-Royce Limited, con Rolls nombrado director técnico con un salario de 750 libras al año más el 4% de las ganancias de más de 10.000 libras esterlinas. Rolls proporcionó el respaldo financiero y la perspicacia empresarial para complementar la experiencia técnica de Royce. En 1907 Rolls-Royce Limited compró la C.S. Rolls & Co.
Rolls puso mucho interés en resaltar en la publicidad de la marca la suavidad y escaso ruido de los Rolls-Royce, y a finales de 1906 viajó a los EE. UU. para promover los nuevos coches. La empresa estaba ganando premios por la calidad y fiabilidad de sus coches en 1907. Pero en 1909 el interés de Rolls en el negocio estaba disminuyendo, y al final del año renunció como director técnico y se convirtió en director no ejecutivo.

## Aviador pionero

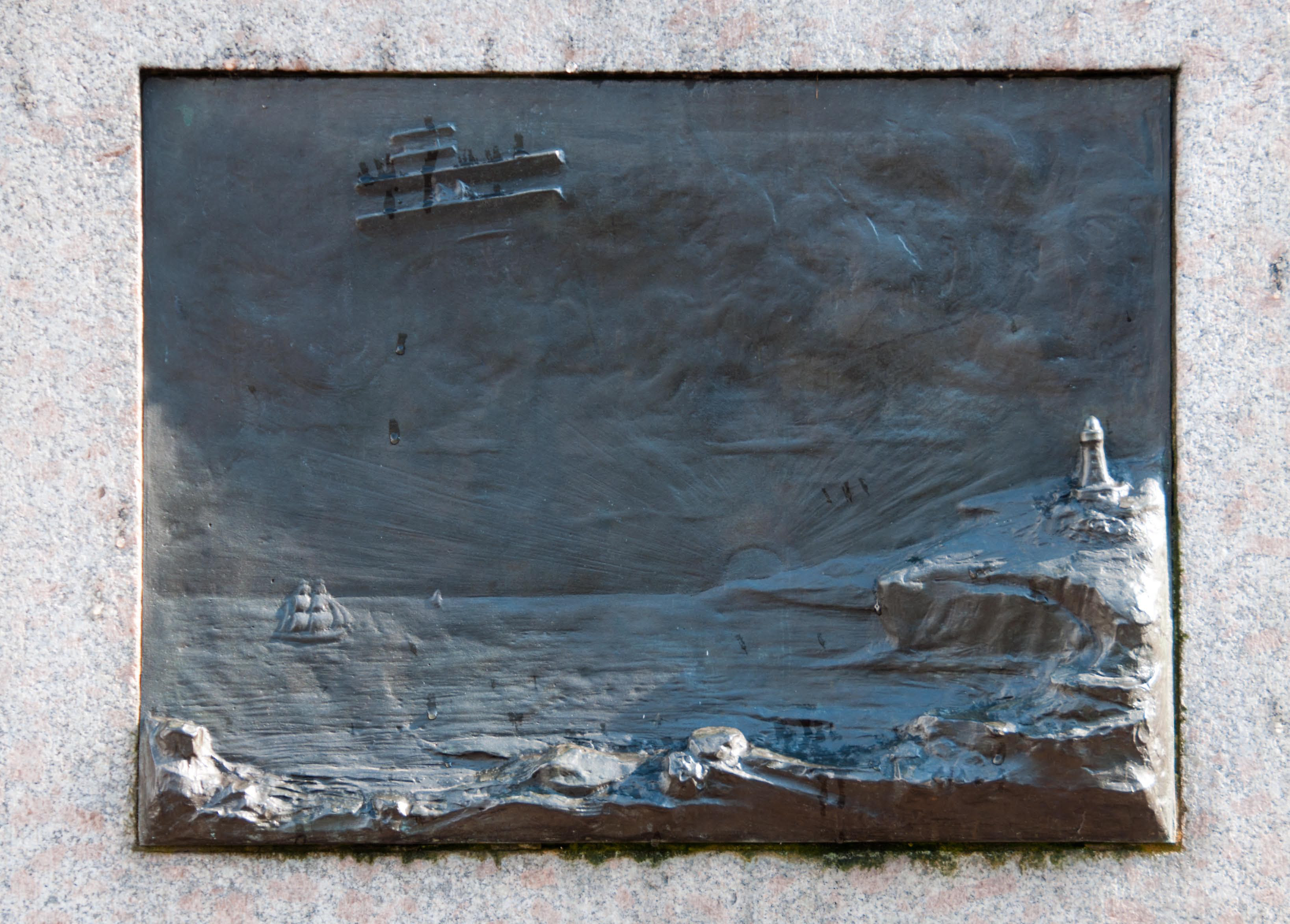
Vista de la placa en la parte delantera del zócalo. Estatua de Charles Rolls, Monmouth.

Rolls fue también un aviador pionero, iniciándose en los globos aerostáticos, en los que realizó más de 170 ascensos. Miembro fundador del Royal Aero Club en 1903, fue la segunda persona autorizada para volar en Gran Bretaña. En 1903 también ganó la medalla de oro Gordon Bennett por el tiempo de vuelo más largo.
A partir de 1907 se interesó cada vez más en el vuelo, y trató sin éxito de persuadir a Royce para diseñar un motor de aeroplano. En 1909 compró uno de los seis aviones Wright Flyer construidos bajo licencia por Short Brothers, e hizo más de 200 vuelos. El 2 de junio de 1910, se convirtió en el primer hombre en hacer un doble cruce sin escalas en avión del Canal de la Mancha, tardando 95 minutos. Por esta hazaña fue galardonado con la Medalla de Oro del Royal Aero Club. Existe una estatua de Charles Rolls en Monmouth conmemorando su vuelo y otra en Dover.

## Muerte
El 12 de julio de 1910, a la edad de 32 años, Rolls murió en un accidente aéreo en Hengistbury Airfield, Southbourne, Bournemouth, cuando la cola de su Wright Flyer se desprendió durante una exhibición de vuelo. Fue el primer británico en fallecer en un accidente aeronáutico con un avión motorizado, y la undécima persona en el mundo. Una estatua erigida en su memoria, en la que se le ve con un modelo de biplano, fue erigida en la Plaza de Agincourt, Monmouth. Un nuevo monumento conmemorativo dedicado a su memoria fue erigido en 1981 en el campo inferior de la St Peter's School, en el lugar que ocupara el Aeródromo de Hengistbury.
Su tumba se encuentra en la iglesia de Llangattock-Vibon-Avel (Monmouthshire), donde muchos miembros de los Rolls están enterrados en varias tumbas familiares. Su sepultura lleva la inscripción:

Bienaventurados los puros de corazón, porque verán a Dios.

|                                |                                |                                |                                |                                |                                |  |  |                              |                              | John Rolls (1735–1801)       | John Rolls (1735–1801)       | John Rolls (1735–1801)       | John Rolls (1735–1801)       | John Rolls (1735–1801)               | John Rolls (1735–1801)               |                                      |                                      | Sarah Coysh (c1742–1801)               | Sarah Coysh (c1742–1801)               | Sarah Coysh (c1742–1801)               | Sarah Coysh (c1742–1801)               | Sarah Coysh (c1742–1801)               | Sarah Coysh (c1742–1801)               |                                                               |                                                               |                                                               |                                                               |                                                               |                                                               |                                      |                                      |                                      |                                      |
|                                |                                |                                |                                |                                |                                |  |  |                              |                              | John Rolls (1735–1801)       | John Rolls (1735–1801)       | John Rolls (1735–1801)       | John Rolls (1735–1801)       | John Rolls (1735–1801)               | John Rolls (1735–1801)               |                                      |                                      | Sarah Coysh (c1742–1801)               | Sarah Coysh (c1742–1801)               | Sarah Coysh (c1742–1801)               | Sarah Coysh (c1742–1801)               | Sarah Coysh (c1742–1801)               | Sarah Coysh (c1742–1801)               |                                                               |                                                               |                                                               |                                                               |                                                               |                                                               |                                      |                                      |                                      |                                      |
|                                |                                |                                |                                |                                |                                |  |  |                              |                              |                              |                              |                              |                              |                                      |                                      |                                      |                                      |                                        |                                        |                                        |                                        |                                        |                                        |                                                               |                                                               |                                                               |                                                               |                                                               |                                                               |                                      |                                      |                                      |                                      |
|                                |                                |                                |                                |                                |                                |  |  |                              |                              |                              |                              |                              |                              | John Rolls of The Hendre (1776–1837) | John Rolls of The Hendre (1776–1837) | John Rolls of The Hendre (1776–1837) | John Rolls of The Hendre (1776–1837) | John Rolls of The Hendre (1776–1837)   | John Rolls of The Hendre (1776–1837)   |                                        |                                        | Martha                                 | Martha                                 | Martha                                                        | Martha                                                        | Martha                                                        | Martha                                                        |                                                               |                                                               |                                      |                                      |                                      |                                      |
|                                |                                |                                |                                |                                |                                |  |  |                              |                              |                              |                              |                              |                              | John Rolls of The Hendre (1776–1837) | John Rolls of The Hendre (1776–1837) | John Rolls of The Hendre (1776–1837) | John Rolls of The Hendre (1776–1837) | John Rolls of The Hendre (1776–1837)   | John Rolls of The Hendre (1776–1837)   |                                        |                                        | Martha                                 | Martha                                 | Martha                                                        | Martha                                                        | Martha                                                        | Martha                                                        |                                                               |                                                               |                                      |                                      |                                      |                                      |
|                                |                                |                                |                                |                                |                                |  |  |                              |                              |                              |                              |                              |                              |                                      |                                      |                                      |                                      |                                        |                                        |                                        |                                        |                                        |                                        |                                                               |                                                               |                                                               |                                                               |                                                               |                                                               |                                      |                                      |                                      |                                      |
|                                |                                |                                |                                |                                |                                |  |  |                              |                              |                              |                              |                              |                              |                                      |                                      |                                      |                                      | John Etherington Welch Rolls (1807–70) | John Etherington Welch Rolls (1807–70) | John Etherington Welch Rolls (1807–70) | John Etherington Welch Rolls (1807–70) | John Etherington Welch Rolls (1807–70) | John Etherington Welch Rolls (1807–70) |                                                               |                                                               | Elizabeth Mary Long                                           | Elizabeth Mary Long                                           | Elizabeth Mary Long                                           | Elizabeth Mary Long                                           | Elizabeth Mary Long                  | Elizabeth Mary Long                  |                                      |                                      |
|                                |                                |                                |                                |                                |                                |  |  |                              |                              |                              |                              |                              |                              |                                      |                                      |                                      |                                      | John Etherington Welch Rolls (1807–70) | John Etherington Welch Rolls (1807–70) | John Etherington Welch Rolls (1807–70) | John Etherington Welch Rolls (1807–70) | John Etherington Welch Rolls (1807–70) | John Etherington Welch Rolls (1807–70) |                                                               |                                                               | Elizabeth Mary Long                                           | Elizabeth Mary Long                                           | Elizabeth Mary Long                                           | Elizabeth Mary Long                                           | Elizabeth Mary Long                  | Elizabeth Mary Long                  |                                      |                                      |
|                                |                                |                                |                                |                                |                                |  |  |                              |                              |                              |                              |                              |                              |                                      |                                      |                                      |                                      |                                        |                                        |                                        |                                        |                                        |                                        |                                                               |                                                               |                                                               |                                                               |                                                               |                                                               |                                      |                                      |                                      |                                      |
|                                |                                |                                |                                |                                |                                |  |  |                              |                              |                              |                              |                              |                              |                                      |                                      |                                      |                                      |                                        |                                        | John Allan Rolls (1837–1912)           | John Allan Rolls (1837–1912)           | John Allan Rolls (1837–1912)           | John Allan Rolls (1837–1912)           | John Allan Rolls (1837–1912)                                  | John Allan Rolls (1837–1912)                                  |                                                               |                                                               | Georgiana Marcia Maclean (1837–1923)                          | Georgiana Marcia Maclean (1837–1923)                          | Georgiana Marcia Maclean (1837–1923) | Georgiana Marcia Maclean (1837–1923) | Georgiana Marcia Maclean (1837–1923) | Georgiana Marcia Maclean (1837–1923) |
|                                |                                |                                |                                |                                |                                |  |  |                              |                              |                              |                              |                              |                              |                                      |                                      |                                      |                                      |                                        |                                        | John Allan Rolls (1837–1912)           | John Allan Rolls (1837–1912)           | John Allan Rolls (1837–1912)           | John Allan Rolls (1837–1912)           | John Allan Rolls (1837–1912)                                  | John Allan Rolls (1837–1912)                                  |                                                               |                                                               | Georgiana Marcia Maclean (1837–1923)                          | Georgiana Marcia Maclean (1837–1923)                          | Georgiana Marcia Maclean (1837–1923) | Georgiana Marcia Maclean (1837–1923) | Georgiana Marcia Maclean (1837–1923) | Georgiana Marcia Maclean (1837–1923) |
|                                |                                |                                |                                |                                |                                |  |  |                              |                              |                              |                              |                              |                              |                                      |                                      |                                      |                                      |                                        |                                        |                                        |                                        |                                        |                                        |                                                               |                                                               |                                                               |                                                               |                                                               |                                                               |                                      |                                      |                                      |                                      |
|                                |                                |                                |                                |                                |                                |  |  |                              |                              |                              |                              |                              |                              |                                      |                                      |                                      |                                      |                                        |                                        |                                        |                                        |                                        |                                        |                                                               |                                                               |                                                               |                                                               |                                                               |                                                               |                                      |                                      |                                      |                                      |
|                                |                                |                                |                                |                                |                                |  |  |                              |                              |                              |                              |                              |                              |                                      |                                      |                                      |                                      |                                        |                                        |                                        |                                        |                                        |                                        |                                                               |                                                               |                                                               |                                                               |                                                               |                                                               |                                      |                                      |                                      |                                      |
| John Maclean Rolls (1870–1916) | John Maclean Rolls (1870–1916) | John Maclean Rolls (1870–1916) | John Maclean Rolls (1870–1916) | John Maclean Rolls (1870–1916) | John Maclean Rolls (1870–1916) |  |  | Henry Alan Rolls (1871–1916) | Henry Alan Rolls (1871–1916) | Henry Alan Rolls (1871–1916) | Henry Alan Rolls (1871–1916) | Henry Alan Rolls (1871–1916) | Henry Alan Rolls (1871–1916) |                                      |                                      | Eleanor Georgiana Rolls (1872–1961)  | Eleanor Georgiana Rolls (1872–1961)  | Eleanor Georgiana Rolls (1872–1961)    | Eleanor Georgiana Rolls (1872–1961)    | Eleanor Georgiana Rolls (1872–1961)    | Eleanor Georgiana Rolls (1872–1961)    |                                        |                                        | Charles Stewart Rolls (1877–1910) (co-founder of Rolls Royce) | Charles Stewart Rolls (1877–1910) (co-founder of Rolls Royce) | Charles Stewart Rolls (1877–1910) (co-founder of Rolls Royce) | Charles Stewart Rolls (1877–1910) (co-founder of Rolls Royce) | Charles Stewart Rolls (1877–1910) (co-founder of Rolls Royce) | Charles Stewart Rolls (1877–1910) (co-founder of Rolls Royce) |                                      |                                      |                                      |                                      |

## Galería fotográfica
|                                          |
| Charles Rolls en Welbeck (marzo de 1903) |

|                               |
| Charles Rolls (centro), 1910. |

|                                                         |
| Estatua de Charles Rolls en Agincourt Square, Monmouth. |

|                                           |
| Estatua de Charles Rolls en Dover (Kent). |

|                                                                    |
| Tumbas de la familia Rolls, Llangattock-Vibon-Avel, Monmouthshire. |